# Daniel Novák
Daniel Novák (Bratislava, 2 novembre 1978) è un ex cestista slovacco.

## Palmarès
- Campionato olandese: 1

Donar Groningen: 2003-04
- Coppa d'Olanda: 1

Donar Groningen: 2005